# Antonia San Juan
Antonia San Juan (Las Palmas, Canárias, 22 de maio de 1961) é uma atriz espanhola.

## Biografia
Aos dezenove anos muda-se para Madrid, começando logo depois a carreira como actriz em zarzuelas e repertórios clássicos, como Fuenteovejuna, com o Grupo Agora. Já com trinta anos e depois de uma crise profissional, começa a montar os seus próprios espectáculos. Ganha notoriedade nos palcos com o monólogo Otras Mujeres, representado em bares, festas, discotecas, pubs, teatros e qualquer outro local onde houvesse público.
É neste contexto que Pedro Almodóvar conhece Antonia e a convida para um teste para o Todo Sobre mi Madre. Em janeiro de 2000 cria a sua própria produtora de teatro, continua a representar o Otras Mujeres e cria um novo espectáculo, Hombres... Y Alguma Mujer, onde aperfeiçoa um estilo muito pessoal iniciado com a produção anterior, mas agora representado por um homem, Luis Miguel Seguí. Prossegue a sua carreira no cinema com títulos importantes como Ataque Verbal, Asfalto, Piedras ou Octavia. Em 2001 estrela o curta-metragem V.O., interpretada por si própria e por Luis Miguel Seguí, e prepara já o seu próximo projecto cinematográfico, La China.

## Filmografia
- 2024 — El hoyo 2
- 2022 — Mañana es hoy
- 2019 — El hoyo
- 2005 — La china (também diretora e roteirista)
- 2005 — Un buen día
- 2005 — Un dulce despertar
- 2005 — El hambre
- 2005 — La maldad de las cosas
- 2005 — La nevera
- 2004 — Te llevas la palma (diretora e roteirista)
- 2003 — 238
- 2003 — Colours
- 2002 — Octavia
- 2002 — La balsa de piedra
- 2002 — Amnèsia
- 2002 — Piedras
- 2002 — Venganza
- 2001 — V.O. (também foi diretora)
- 2000 — El pan de cada día
- 2000 — Asfalto
- 1999 — Ataque verbal
- 1999 — Manolito Gafotas
- 1999 — Todo sobre mi madre
- 1999 — Hongos
- 1999 — La primera noche de mi vida
- 1998 — El grito en el cielo
- 1997 — Perdona bonita, pero Lucas me quería a mí
- 1994 — La vida siempre es corta